# 336. п. н. е.

## Догађаји
- Долазак Александра Великог на престо.

## Смрти
- Филип II Македонски, македонски краљ.